# Phylica tortuosa
Phylica tortuosa är en brakvedsväxtart som beskrevs av E Mey.. Phylica tortuosa ingår i släktet Phylica och familjen brakvedsväxter. Inga underarter finns listade i Catalogue of Life.